# Dirk Foch
Dirk Foch (Giacarta, 1886 – 1973) è stato un direttore d'orchestra e compositore olandese naturalizzato statunitense.

## Biografia
Anche conosciuto come Fock, che era il cognome del padre, è nato nelle Indie orientali olandesi da genitori olandesi. Passa i primi 12 anni di vita nella città di Batavia, l'attuale Giacarta, dove assorbe le sue prime impressioni musicali, che possono essere ascoltate nel brano Java Sketches for Piano che ha composto nel 1944 negli USA.
Nel 1898 la sua famiglia torna in Olanda e Foch inizia le sue attività musicali, suonando il violino e scrivendo brani, decidendo di dedicarsi alla musica, nonostante la contrarietà del padre, l'uomo politico Dirk Fock Sr. (1858-1941).
Successivamente si reca a Berlino, dove studia direzione d'orchestra con Karl Muck e Arthur Nikisch e violino con Anton Witek. Nikisch gli dà la possibilità di suonare con i Berliner Philharmoniker e Witek, spalla dell'orchestra, lo mette nei primi violini, dandogli l'occasione di suonare sotto la direzione di famosi direttori d'orchestra, come Gustav Mahler.
La sua capacità lo fanno ingaggiare alla Kurfürsten Oper a Berlino e un anno dopo alla Mülhausen Opera (attualmente Opéra National du Rhin), portando Foch, ad appena 26 anni, a dirigere opere di Wagner e Strauss.
Dal 1913 al 1917 collabora con l'orchestra di Göteborg e di Stoccolma e successivamente con l'Orchestra del Concertgebouw di Amsterdam e con l'Orchestra Filarmonica dell'Aia.
Nel 1919 la sua carriera lo porta a New York, dove dirigerà la Philharmonic Orchestra in un concerto in uno stadio e la National Symphony Orchestra alla Carnegie Hall. Nel 1922 è cofondatore e primo direttore della American Orchestral Society, un'istituzione che permette a giovani esecutori e direttori di fare esperienza ai più alti livelli. Nello stesso anno porta negli Stati Uniti la musica dell'amico Darius Milhaud. Successivamente diventa Direttore Musicale della New York City Symphony Orchestra e dirige come direttore ospite la New York Philharmonic, la National Symphony e l'orchestra di Saint Louis.
Nel 1924 torna in Europa su richiesta di Richard Strauss, diventando direttore del Wiener Konzertverein di Vienna. Dirige numerosi concerti fino al marzo 1927. Un programma dedicato interamente a Stravinskij e culminato con un brano suonato dal compositore al pianoforte, avrà grande successo. Foch tiene speciali corsi di direzione d'orchestra alla Hochschule für Musik, dirige concerti per gli studenti e opere. Negli anni di Vienna appare come direttore ospite a Berlino, Budapest, Milano, Parigi, Roma, Amsterdam e l’Aia.
Negli anni trenta Foch passa un lungo periodo a Parigi, dirigendo occasionalmente la Orchestre National, ma concentrandosi sulla composizione. Nel 1940 si trasferisce in America, ottenendo la cittadinanza americana. Nel 1959 si trasferisce con la moglie, Christine Suze Moltzer, ad Orselina, in Svizzera, dove rimarrà fino alla morte, nel 1973. La figlia, Nina Foch, avuta dalla prima moglie, la cantante Consuelo Flowertown, è stata una famosa attrice di Hollywood.